# Piper PA-34 Seneca
El Piper PA-34 Seneca és una família d'avions lleugers bimotors, dissenyat i produïts per l'empresa estatunidenca Piper Aircraft. Ha estat en producció contínua des de 1971.

## Desenvolupament
El Seneca va ser desenvolupat com una versió bimotor de l'avioneta monomotor Piper Cherokee Six. El prototip original era un Cherokee Six al qual es van instal·lar les noves als amb motors, però mantenint el motor al morro de l'avió.

## Especificacions (PA-34-220T Seneca V)
Dades de Piper Seneca V Information Manual (25 octubre, 2005)
Característiques generals
- Tripulació: 1 pilot
- Capacitat: 5 o 6 passatgers
- Longitud: 8,72 m
- Envergadura: 11,86 m
- Alçada: 3,02 m
- Superfície de l'ala 19,39 m²
- Perfil: NACA 652-415
- Pes buit: 1.457 kg
- Pes carregat: 2.165 kg
- Pes màxim d'enlairament: 2.155 kg
- Motors: 2×  motor de combustió interna de 6 cilindres oposats i refrigeració per aire Continental TSIO-360RB i LTSIO-360RB, 220 hp   cada un

 Rendiment 
- Velocitat màxima absoluta : 204 nusos (378 km/h)
- Velocitat màxima: 204 nusos (378 km/h) a 23,000 ft (7,000 m)
- Velocitat de creuer: 188 nusos velocitat de creuer econòmic a 25,000 ft (7,600 m)
- Velocitat d'entrada en pèrdua: 61 nusos  wtren d'aterratge i flaps baixats
- Abast: 870 milles nàutiques  combustible màxim, velocitat de creuer econòmic a 18,000 ft (5,500 m), sense reserves
- Sostre de servei: 25.000 peus
- Ràtio d'ascens: 1.550 peus/min
- Càrrega alar: 104 kg/m²
- Potència/pes: 164 W/kg